# وجه الحجر (بترون)
وجه الحجر، هي قرية لبنانية من قرى قضاء البترون في محافظة الشمال. تبعد من بيروت مسافة 58 كلم وترتفع عن سطح البحر بعلو 200 م